# ГЕС Ріханд
ГЕС Ріханд (англ. Rihand Hydro Power) – гідроелектростанція в центральній Індії на сході штату Уттар-Прадеш. Знаходячись перед ГЕС Обра, становить верхній ступінь в каскаді на річці Ріханд, яка стікає в північному напрямку із західної частини плато Чхота-Нагпур (відділяє плоскогір’я Декану від Індо-Ганзької рівнини) та впадає  праворуч у річку Сон, котра в свою чергу є правою притокою Гангу. 
В межах проекту річку перекрили бетонною гравітаційною греблею висотою 91 метр та довжиною 934 метри, яка утримує водосховище з площею поверхні 468 км2 та об’ємом 10,6 млрд м3 (корисний об’єм 8,9 млрд м3), в якому припустиме коливання рівня поверхні в операційному режимі між позначками 253 та 268 метрів НРМ.
Пригреблевий машинний зал обладнали шістьома турбінами типу Френсіс потужністю по 50 МВт, які працюють при напорі від 43,5 до 76 метрів та забезпечують виробництво 0,9 млрд кВт-год електроенергії на рік.